# Isaac Willaerts

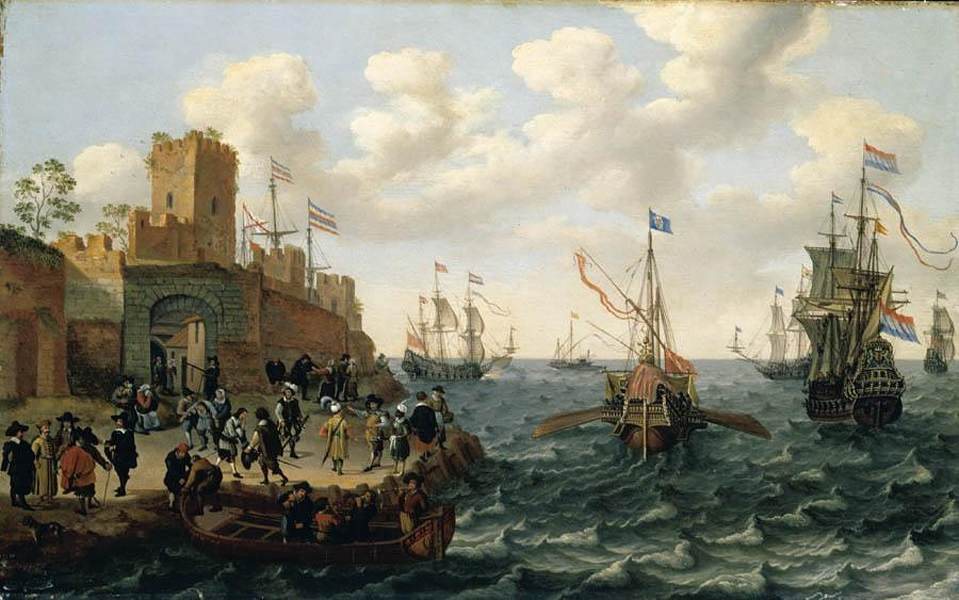
Paisaje costero’", 1662, óleo sobre tabla, 46 x 73 cm, colección privada.

Isaac Willaerts (Utrecht, 1620 – 1693) fue un pintor barroco neerlandés especializado en la pintura de marinas.

## Biografía
Tercero de los hijos pintores de Adam Willaerts, en 1637 se registró como aprendiz en el gremio de San Lucas de Utrecht, al que siguió perteneciendo hasta su muerte. Como su padre, colaboró en alguna ocasión con Jacob Gillig, especializado en la pintura de peces. En 1667, por encargo del ayuntamiento de Utrecht, se encargó de la restauración de los retratos de los miembros de la Hermandad de Jerusalén que había pintado Jan van Scorel el siglo anterior.
Formado con su padre y conforme a la tradición familiar se especializó en la pintura de paisajes marinos, con barcos entrando en el puerto o próximos a las playas donde se desarrollan tareas de carga y descarga y otras escenas costumbristas. Más raramente pintó escenas de naufragio, con tintes dramáticos y tonos predominantemente fríos, como en Barcos mercantes ingleses y holandeses en un naufragio, tabla firmada y fechada en 1646.